# Mike Connors (Schauspieler, 1925)

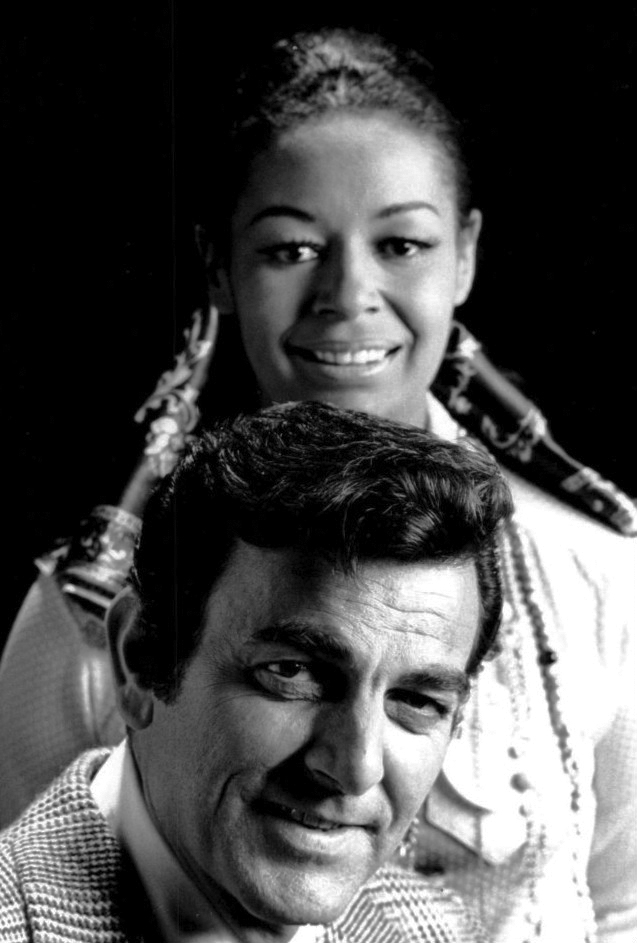
Mike Connors mit Gail Fisher (1970)

Mike Connors (eigentlich Kreker J. Ohanian, armenisch Կրիկոր Օհանյան Krikor Ohanyan; * 15. August 1925 in Fresno, Kalifornien; † 26. Januar 2017 in Tarzana, Kalifornien) war ein US-amerikanischer Schauspieler armenischer Herkunft.

## Leben
Mike Connors wurde als Sohn armenischer Einwanderer in Kalifornien geboren. Nachdem er zunächst im Zweiten Weltkrieg gedient hatte, studierte er an der University of California in Los Angeles. Dort wurde er bei einem Basketballspiel vom Hollywood-Regisseur William A. Wellman entdeckt, der ihm den Eingang ins Filmgeschäft vermittelte.
Sein Filmdebüt gab er 1952 an der Seite von Joan Crawford in dem Filmdrama Maskierte Herzen. Anschließend spielte er überwiegend Nebenrollen in Film- und Fernsehproduktionen, darunter 1956 ein kurzer Auftritt im Monumentalfilm Die zehn Gebote von Cecil B. DeMille. Er konnte sich als beliebter Gastdarsteller in Fernsehserien sowie als Hauptdarsteller von B-Movies im Filmgeschäft etablieren. Unter anderem spielte in mehreren frühen Filmen des berühmten B-Movie-Produzenten Roger Corman. In einigen seiner frühen Leinwandauftritte wurde er im Abspann als Touch Connors erwähnt, was daher rührte, dass Touch während der Highschool sein Spitzname war. In der Komödie Leih mir deinen Mann war er neben Jack Lemmon, Romy Schneider und Dorothy Provine Teil einer Vierecksbeziehung.
Einem breiten Publikum wurde Mike Connors schließlich durch die Titelrolle als draufgängerischer Privatdetektiv in der von 1967 bis 1975 produzierten Krimiserie Mannix bekannt. Die Serie entwickelte sich zu einem großen Erfolg und 1970 wurde er dafür mit dem Golden Globe als Bester Serien-Hauptdarsteller – Drama ausgezeichnet. Im Anschluss folgten überwiegend Fernsehfilme und Gastauftritte in Serien, Kinoauftritte wie etwa im starbesetzten Spionagefilm Lawinenexpress von 1979 erfolgten dagegen nur noch selten. Die Rolle des „Joe Mannix“ verkörperte er 1997 nochmals in einer Folge der Serie Diagnose: Mord. Seine Schauspielkarriere beendete er 2007 mit einem Gastauftritt in der Sitcom Two and a Half Men als ein unerwartet sterbender Verehrer von Evelyn Harper (gespielt von Holland Taylor).
Connors war von 1949 bis zu seinem Tod mit Mary Lou Willey verheiratet, einer früheren Mitstudentin an der University of California. Das Paar hatte einen Sohn, Matthew Gunnar Connors (1958–2007), und eine Tochter, Dana Lee Connors (* 1960). Mike Connors starb im Januar 2017 im Alter von 91 Jahren, nachdem eine Woche vor seinem Tod bei ihm Leukämie festgestellt wurde.

## Filmografie (Auswahl)
- 1952: Maskierte Herzen (Sudden Fear)
- 1954: Day of Triumph
- 1955: Vier Frauen im Sumpf (Swamp Women)
- 1955: Die letzten Sieben (The Day the World Ended)
- 1955: Fünf Revolver gehen nach Westen (Five Guns West)
- 1956: Laya – Das Mädchen im Dschungel (Jaguar)
- 1956: Die zehn Gebote (The Ten Commandments)
- 1956: Einer schoß schneller (The Oklahoma Woman)
- 1957: Blut und Sporen (Flesh and the Spur)
- 1958: Todesfalle Pazifik (Suicide Bataillon)
- 1964: Leih mir deinen Mann (Good Neighbor Sam)
- 1964: Wohin die Liebe führt (Where Love has Gone)
- 1964: Perry Mason (Fernsehserie, Folge 8x07 Der Fall mit der herrischen Herzogin)
- 1965: Lage hoffnungslos – aber nicht ernst (Situation Hopeless … But Not Serious)
- 1965: Die Welt der Jean Harlow (Harlow)
- 1966: San Fernando (Stagecoach)
- 1966: Unser Mann in Rio (Se tutte le donne del mondo)
- 1967–1975: Mannix (Fernsehserie, 194 Folgen in 8 Staffeln)
- 1976: Killer leben länger (The Killer Who Wouldn’t Die) (Fernsehfilm)
- 1978: Ein langer Weg zurück (The Long Journey Back) (Fernsehfilm)
- 1979: Lawinenexpress (Avalanche Express)
- 1979: Abrechnung um Mitternacht (High Midnight) (Fernsehfilm)
- 1980: Nightkill (Nightkill)
- 1982: Der nackte Wahnsinn (Too Scared to Scream)
- 1982: Love Boat (Fernsehserie, zwei Folgen)
- 1988–1989: Feuersturm und Asche (War and Remembrance, Miniserie, 4 Folgen)
- 1989: Fistfighter (Fistfighter)
- 1993: Hart aber herzlich – Die Rückkehr (Hart to Hart Returns) (Fernsehfilm)
- 1997: James Dean – Schnelles Leben, schneller Tod (James Dean: Race with Destiny) (Fernsehfilm)
- 1997: Diagnose: Mord (Fernsehserie, eine Folge)
- 1998: Walker, Texas Ranger (Fernsehserie, eine Folge)
- 1999: Gideon
- 2003: Nobody Knows Anything!
- 2007: Two and a Half Men (Fernsehserie, eine Folge)